# Anatya guttata
Anatya guttata är en trollsländeart som först beskrevs av Wilhelm Ferdinand Erichson 1848.  Anatya guttata ingår i släktet Anatya och familjen segeltrollsländor. Inga underarter finns listade i Catalogue of Life.